# 黑海谷物倡议
《黑海谷物倡议》是2022年俄羅斯入侵烏克蘭期间，由联合国、俄罗斯、土耳其和乌克兰四方达成的倡议，该倡议允许经由黑海“海上人道主义走廊”，从乌克兰的三个主要港口（切尔诺莫斯克、敖德薩港和皮夫登内）向世界各地出口谷物和其他食品。2022年7月22日，四方在土耳其伊斯坦布尔达成倡议并举行签署仪式。签署该倡议的同时，联合国还同俄罗斯单独签署了一份谅解备忘录，承诺将促成俄罗斯的粮食以及包括氨在内的化肥产品不受阻碍地重回全球市场。
倡议曾在2022年10月29日至11月2日间暂停运作。倡议被多次续期至2023年7月18日。2023年7月17日，俄罗斯宣布将不会再延长该倡议的期限，認為聯合國並未兌現當初谅解备忘录上的承諾。倡议在7月18日失效，运行近一年。7月19日，俄羅斯稱聯合國若希望莫斯科重返黑海谷物倡议，則有責任執行與俄罗斯的協議。

## 背景
乌克兰是全球最主要的粮食出口国之一，通常每年向全球市场供应约4,500万吨粮食。在战前，乌克兰几乎所有的小麦、玉米和葵花籽油都通过其黑海港口出口。但2022年2月俄羅斯入侵烏克蘭以来，乌克兰的一些港口落入俄罗斯控制中，其他一些港口则遭到水雷封锁，而港口的各类基础设施也遭到破坏。乌克兰粮食无法使用船只安全运出港口，陆上运输也于事无补。
俄罗斯也是全球最主要的粮食出口国之一，此外还是全球最大的化肥出口国。战争使得其粮食与化肥出口受到影响。终止这些农产品的国际贸易将会对全球粮食安全造成灾难性后果。2022年7月，美国财政部明确表示不会制裁俄罗斯的农产品（包括化肥）。

## 時間軸

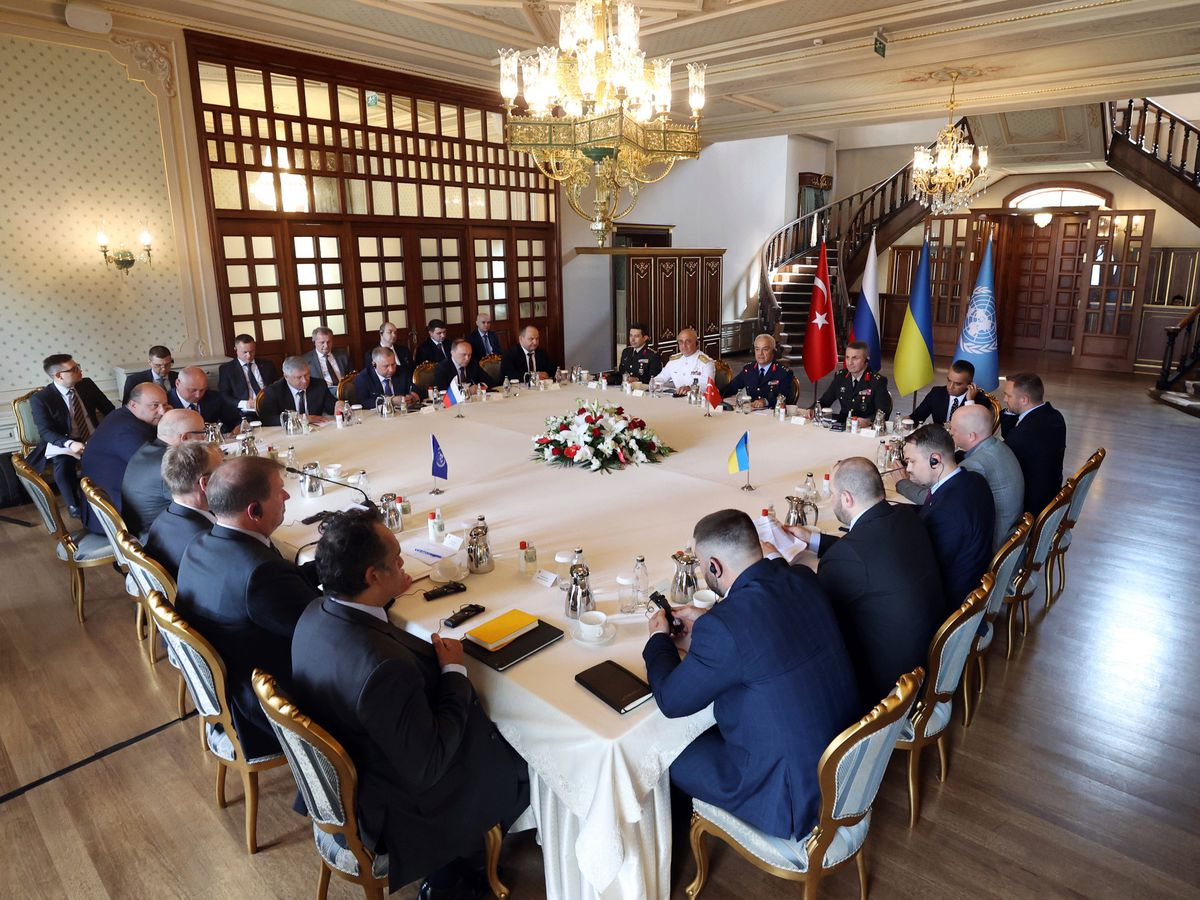
伊斯坦布爾談判桌上的四方代表

- 2022年3月下旬：人道主義對話中心 (HD) 向聯合國秘書長和世界貿易組織提出可能達成的協議結構[9]
- 2022年4月25日：聯合國秘書長安東尼奧·古特雷斯和土耳其總統雷傑普·塔伊普·埃爾多安舉行會議，討論衝突對糧食、能源和金融等全球問題的影響[10]。
- 4月26日：古特雷斯會見俄羅斯總統弗拉基米爾·普京，稱這次會議“非常有用”[11]。
- 4月28日：古特雷斯會見烏克蘭總統弗拉基米爾·澤連斯基和其他官員，討論糧食危機[12]。
- 5月26日：俄羅斯修改了從烏克蘭港口經過其禁海區的“藍色安全海上走廊”路線，以提高商船的安全[13]。
- 6月3日：普京會見非洲聯盟主席麦基·萨勒，討論從俄羅斯和烏克蘭向非洲運送糧食的問題[14]。
- 6月7日：俄羅斯和土耳其國防部長討論了多個話題，包括烏克蘭潛在的穀物出口走廊[15]。
- 2022年7月22日，乌克兰、俄罗斯、土耳其三方代表及联合国秘书长古特雷斯，在土耳其伊斯坦布尔多爾瑪巴赫切宮办公室举行签字仪式，以“双轨”的形式签署。[16]乌克兰基础设施部长库布拉科夫（英语：Oleksandr Kubrakov）与联合国、土耳其单独签署协议，此外俄罗斯国防部长绍伊古与联合国、土耳其单独签署一份镜像协议。协议有效期为120天，可续签。[17]
- 7月27日，四方高级代表在伊斯坦布尔设立了联合协调中心，以落实《黑海谷物倡议》。[1]
- 10月29日，俄罗斯以塞瓦斯托波尔港内的黑海舰队船只遭袭为由，暂停了《黑海谷物倡议》。[18]
- 11月2日，俄罗斯决定恢复执行《黑海谷物倡议》。[19]
- 11月17日，四方将原定于當月下旬到期的《黑海谷物倡议》延长120天。[20]
- 2023年2月24日，中国外交部发布《关于政治解决乌克兰危机的中国立场》。第9条呼吁各方应均衡全面有效执行俄罗斯、土耳其、乌克兰和联合国签署的黑海粮食运输协议，保障粮食外运。
- 3月14日，俄外交部副部长表示，黑海粮食外运协议已延期。[21]3月18日，俄罗斯和乌克兰同意将协议延长60天或120天。[22]
- 5月17日，各方同意將黑海谷物倡议从5月18日顺延至7月18日。[23]
- 7月17日，俄罗斯克里姆林宫表示，决定中止黑海粮食外运协议，並強調此決定與乌克兰对克里米亚大桥实施袭击無關。[24]俄罗斯認為已無延長協議的理由。[25]
- 7月19日，俄罗斯表示聯合國有3個月的時間兌現當初签署谅解备忘录中的承诺。若實現承諾，俄羅斯將會重啟該協議。[3]
- 9月7日，俄罗斯总统普京与土耳其总统埃尔多安会晤时，表示如果协议中关于取消对俄农产品出口限制的内容得到全面履行，俄罗斯愿意考虑立即恢复该协议的可能性。埃尔多安亦表示愿尽最大努力磋商。[26]

## 达成协定

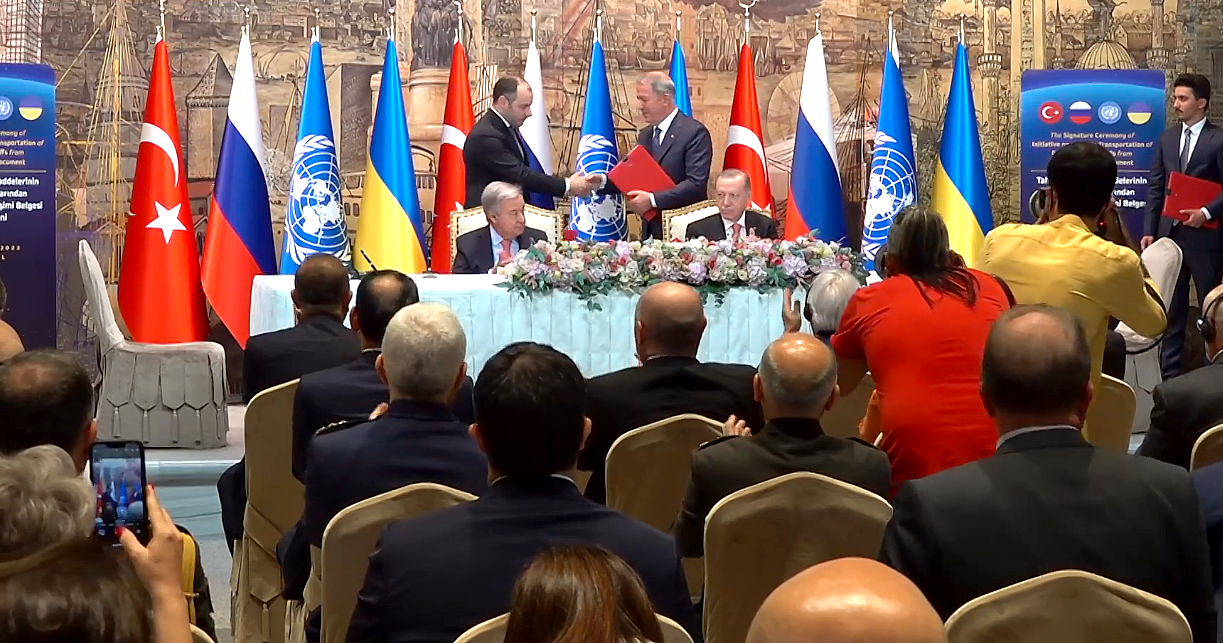
2022年7月22日在伊斯坦布尔举行签字仪式

2022年7月22日，签字仪式在土耳其伊斯坦布尔多爾瑪巴赫切宮举行。該儀式標誌著自二月份俄羅斯入侵開始以來交戰雙方之間的第一項重大協議。 然而，這並不是俄羅斯和烏克蘭之間的直接協議。 相反，烏克蘭與土耳其和聯合國簽署了一項協議，俄羅斯與土耳其和聯合國簽署了單獨的“鏡像”協議。 
簽署的文件涉及糧食及相關食品和化肥出口的安全航行。 這些船隻將在專門开辟的已排雷的走廊中穿越黑海，土耳其將檢查所有商船。  同時還為聯合國達成了另一項協議，以促進俄羅斯食品、化肥和原材料的暢通無阻的出口。

### 聯合協調中心
作為協議的一部分，聯合協調中心 (JCC) 在聯合國的支持下於7月27日在伊斯坦布爾成立。聯合協調中心的任務是通過衛星、互聯網和其他通信手段登記和監控商船的離港。 它的主要職責是檢查船上是否有未經授權的貨物和人員。 聯合協調中心位於土耳其國防大學校園內，距伊斯坦布爾市中心以北約7公里。該中心由土耳其海軍上將領導
。 共有20名代表（四方各有5名代表）。 烏克蘭人和俄羅斯人彼此分開工作，只有在緊急情況下，如果認為有必要，他們之間才會進行接觸
。
2023年7月20日，俄罗斯外交部发言人扎哈罗娃表示，黑海粮食倡议联合协调中心已结束运作。

## 後果
2022年協議簽訂後，小麥價格跌至戰前水平。
7月23日，在簽署糧食出口協議不到一天后，有報導稱俄羅斯在敖德薩海上貿易港發射了“口徑”導彈。  俄羅斯官員告訴土耳其，俄羅斯與導彈襲擊“無關”。 第二天，俄罗斯联邦国防部發言人伊戈爾·科納申科夫證實了這次襲擊，聲稱摧毀了一艘烏克蘭軍艦和一個魚叉反艦飛彈倉庫。襲擊發生後，保險公司更不願意為駛往烏克蘭的商船提供保險。英國表示將幫助相關公司獲得保險。
8月1日，第一艘船離開烏克蘭港口。2022年8月26日，乌克兰总统泽连斯基表示，自倡议达成后，已有100万吨粮食通过乌克兰的三个港口运往国外。
截至10月28日，乌克兰通过该倡议已经出口了超过930万吨粮食，出口总吨数为2021年战前同期水平的50%。
根据《黑海粮食倡议》联合协调中心(JCC)的统计，截至11月17日，共外运粮食1,110万吨，其中吨数前五的目的地为西班牙（200万吨）、土耳其（150万吨）、中国（130万吨）、意大利（100万吨）、荷兰（76万吨）。
12月19日，联合国秘书长古特雷斯表示，乌克兰共运出超过1,400万吨的谷物和粮食产品，俄罗斯的小麦出口量也增长了两倍。联合国粮农组织的粮食价格指数也下降了约15%。
至2023年7月俄羅斯終止黑海谷物倡议前，烏克蘭已出口3290萬噸的農產品，包括1690萬噸玉米和890萬噸小麥。世界糧食計劃署亦透過該管道運送糧食予非洲、西亞等受飢荒影響的地區。
俄羅斯終止黑海谷物倡议後，烏克蘭總統澤倫斯基稱即使沒有俄羅斯，該協議仍能持續。而俄羅斯在退出後旋即出兵轟炸敖德薩港等港口，以对克里米亚大桥爆炸事件进行報復。
2023年7月21日，联合国安理会就黑海港口农产品外运协议举行公开会。
协议被终止后，乌克兰在靠近罗马尼亚和保加利亚一侧的黑海开辟临时走廊，自2023年8月至10月运输约70万吨粮食；同时继续利用多瑙河运输粮食，2023年9月运输约230万吨。